# Lena Dunham
Lena Dunham (New York, 13 mei 1986) is een Amerikaans actrice, filmproducent, filmregisseur, schrijver en scenarioschrijver.

## Biografie
Dunham is de dochter van kunstschilder Carroll Dunham en fotografe Laurie Simmons en de oudere zus van Cyrus. Ze groeide op in New York. In 2008 behaalde ze haar bachelor in het creatief schrijven op de Oberlin College. In 2009 schreef en regisseerde ze haar eerste langspeelfilm, Creative Nonfiction, waar ze zelf in speelde en ook Cyrus een rol in had. In 2010 schreef en regisseerde ze haar tweede film, Tiny Furniture, waarin ditmaal naast haarzelf en Cyrus, ook haar moeder in te zien was.
Vanaf 2012 is ze te zien in de HBO-televisieserie Girls waarin ze de hoofdrol vertolkt van Hannah Horvath. Ze is de bedenker en uitvoerend producent van de serie. Tijdens de 70e Golden Globe Awards in 2013 won ze de trofee voor beste komische serie alsook de trofee voor beste actrice in een komische serie.
Dunham bracht in 2014 het autobiografische boek Not That Kind of Girl uit.

## Prijzen en nominaties
| Jaar | Prijs                                 | Categorie                                       | Film/TV        | Resultaat   |
| ---- | ------------------------------------- | ----------------------------------------------- | -------------- | ----------- |
| 2010 | Gotham Awards                         | Beste cast                                      | Tiny Furniture | Genomineerd |
| 2010 | Gotham Awards                         | Doorbraak award (regie)                         | Tiny Furniture | Genomineerd |
| 2011 | Independent Spirit Awards             | Scenario debuut                                 | Tiny Furniture | Gewonnen    |
| 2012 | Directors Guild of America Awards     | Regie van een komische serie                    | Girls          | Gewonnen    |
| 2012 | Primetime Emmy Awards                 | Beste komische serie                            | Girls          | Genomineerd |
| 2012 | Primetime Emmy Awards                 | Regie van een komische serie                    | Girls          | Genomineerd |
| 2012 | Primetime Emmy Awards                 | Vrouwelijke hoofdrol in een komische serie      | Girls          | Genomineerd |
| 2012 | Primetime Emmy Awards                 | Beste scenario voor een komische serie          | Girls          | Genomineerd |
| 2012 | Satellite Awards                      | Beste actrice in een komische of muzikale serie | Girls          | Genomineerd |
| 2012 | Critics' Choice Television Awards     | Beste actrice in een komische serie             | Girls          | Genomineerd |
| 2012 | Television Critics Association Awards | Individuele prestatie in comedy                 | Girls          | Genomineerd |
| 2013 | Golden Globe Awards                   | Beste komedie- of musicalserie                  | Girls          | Gewonnen    |
| 2013 | Golden Globe Awards                   | Beste actrice in een komische serie of musical  | Girls          | Gewonnen    |
| 2013 | Gracie Allen Awards                   | Beste regie (entertainment of special)          | Girls          | Gewonnen    |
| 2013 | Critics' Choice Television Awards     | Beste actrice in een komische serie             | Girls          | Genomineerd |
| 2013 | Television Critics Association Awards | Individuele prestatie in comedy                 | Girls          | Genomineerd |
| 2013 | Primetime Emmy Awards                 | Beste komische serie                            | Girls          | Genomineerd |
| 2013 | Primetime Emmy Awards                 | Regie voor een komische serie                   | Girls          | Genomineerd |
| 2013 | Primetime Emmy Awards                 | Vrouwelijke hoofdrol in een komische serie      | Girls          | Genomineerd |